# Bacillus Calmette-Guérin

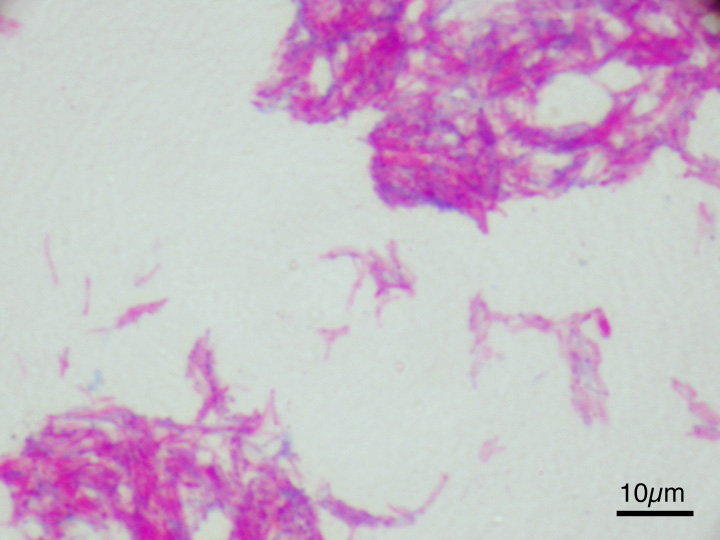
Bacillus Calmette-Guérin sedd i mikroskop.

Bacillus Calmette-Guérin (BCG) är ett vaccin mot tuberkulos som innehåller en försvagad stam av Mycobacterium bovis. 
BCG har använts sedan 1920-talet och ger ett bra skydd mot spridd tuberkulos i barndomen, som kan leda till hjärnhinneinflammation, men vaccinet ger inte ett pålitligt skydd mot luftvägstuberkulos hos vuxna. 
En vaccinerad population är i allmänhet skyddad till omkring 80 procent, men det finns kraftiga variationer mellan olika folkgrupper. Jämförelser har visat att vaccination av befolkningar på nordligare breddgrader ger ett betydligt bättre skydd än de som vaccineras längre söderut. Förklaringen kan ligga i att folk på sydligare breddgrader oftare exponeras för andra medlemmar av familjen Mycobacterium, vilket startar en immunologisk reaktion, vilket kan bidra till att vaccinering med BCG inte ger något ytterligare skydd.